# Mariette Mien
Mariette Mien, née le 2 juillet 1982, est une athlète burkinabé. 

## Biographie
Mariette Mien est médaillée d'or du triple saut aux championnats d'Afrique juniors de 1999 à Tunis.
Elle est médaillée de bronze du triple saut aux championnats d'Afrique 2004 à Brazzaville et aux Jeux africains de 2007 à Alger.
Elle obtient aux Jeux de la Francophonie de 2005 à Niamey la médaille d'or du triple saut.